# Gare de Higashi-Fuchū
La gare de Higashi-Fuchū (東府中駅, Higashi-Fuchū-eki) est une gare ferroviaire de la ville de Fuchū, à Tokyo au Japon. La gare est exploitée par la compagnie Keiō.

## Situation ferroviaire
La gare de Higashi-Fuchū est située au point kilométrique (PK) 20,4 de la ligne Keiō. Elle marque le début de la ligne Keibajō.

## Histoire
La gare a été inaugurée le 31 octobre 1916.

## Services aux voyageurs

### Accès et accueil
La gare dispose d'un bâtiment voyageurs, avec guichet, ouvert tous les jours.

### Desserte
- Ligne Keibajō :
  - voie 1 : direction Fuchūkeiba-seimommae
- Ligne Keiō :
  - voies 2 et 3 : direction Keiō-Hachiōji, Takaosanguchi ou Tama-Dōbutsukōen
  - voie 4 : direction Shinjuku